# کیپیخه
کیپیخه (به لهستانی:  Kipichy) یک روستا در لهستان است که در گمینا لوبوویز واقع شده‌است.